# Neptosternus starmuehlneri
Neptosternus starmuehlneri is een keversoort uit de familie waterroofkevers (Dytiscidae). De wetenschappelijke naam van de soort is voor het eerst geldig gepubliceerd in 1973 door Wewalka.